# 強烈熱帶風暴燦都 (2016年)
強烈熱帶風暴燦都（英語：Severe Tropical Storm Chanthu，國際編號：1607，聯合颱風警報中心：WP092016）為2016年太平洋颱風季第7個被命名的風暴。此名由柬埔寨提供，指晚香玉，一種石蒜科花卉的名稱。2016年下半年熱帶輻合帶北抬及漸趨活躍，於8月發展出一道西至華南沿岸、東至西北太平洋的廣闊季候風槽，組成龐大的「季候風渦旋」系統，驅使西北太平洋低壓區活動變得非常頻繁，接二連三地有熱帶氣旋生成，當中包括先後北上吹襲日本的奧麥斯和康森，與該年上半年風暴活動異常淡靜的情況形成強烈對比。可是此「季候風渦旋」未有停下，繼續促使更多風暴發展，燦都便是其中之一。

## 發展過程
2016年下半年熱帶輻合帶北抬及漸趨活躍，於8月發展出一道西至華南沿岸、東至西北太平洋的廣闊季候風槽，組成龐大的「季候風渦旋」系統，驅使西北太平洋低壓區活動變得非常頻繁，接二連三地有熱帶氣旋生成，當中包括先後北上吹襲日本的奧麥斯和康森，與該年上半年風暴活動異常淡靜的情況形成強烈對比。可是此「季候風渦旋」未有停下，繼續促使更多風暴發展，燦都便是其中之一。
2016年8月10日，一個低壓區在硫磺島的西南方之海面生成，美國海軍研究實驗室在下午8時給予其擾動編號93W。
8月11日，日本氣象廳在下午2時將其升格為熱帶低氣壓，而聯合颱風警報中心同時對其在24小時內形成為熱帶氣旋的機會評為「低」  。下午8時，日本氣象廳對其發佈烈風警報。
8月12日上午3時，聯合颱風警報中心將其在24小時內形成為熱帶氣旋的機會評級提升為「中」。  3小時後，聯合颱風警報中心對其在24小時內形成為熱帶氣旋的機會提升為「高」，並同步發出熱帶氣旋形成警報。 
8月13日下午2時，聯合颱風警報中心將其升格為熱帶低氣壓，並且給予編號09W。
8月14日上午2時，日本氣象廳將其升格為熱帶風暴，同時命名為燦都。 此外其他官方機構也把燦都升格為熱帶風暴或輕度颱風。而香港天文台便在13日下午8時發佈的天氣圖把燦都升格為熱帶低氣壓，在14日下午2時把燦都升格為強烈熱帶風暴。
但是隔天(8月15日)，璨樹受到北方惡劣環境以及垂直風切的影響，原本包裹在中心的深層對流迅速散開，強度大幅減弱，並繼續朝北移動。
8月16日下午4點，日本氣象廳對璨樹發布颱風警報。不久，璨樹掠過關東之後，因輻散良好重新增強，發展出風眼結構，沿著本州東岸朝北海道前進。
8月17日下午4點30分，璨樹登陸北海道襟裳町襟裳岬，當地的釧路市風力測站測出持續風速每秒31.8米、陣風每秒43.2米，破了當地歷史風速紀錄。下午8點，璨樹在北海道內陸轉化為溫帶氣旋。

## 影響

### 日本
8月16日下午4點，日本氣象廳對燦都發布颱風警報。當地的釧路市風力測站測出達到暴風的持續風速：每小時115公里、陣風更達到每小時155公里，打破了當地歷史風速紀錄。燦都更為日本東北地區帶來豪雨，約1800戶家庭停電，海陸空交通受到影響。 

## 外部連結
- （日語）日本氣象廳：1607最佳路徑數據 （页面存档备份，存于）、2016年熱帶氣旋最佳路徑（數據 （页面存档备份，存于）、路徑圖 （页面存档备份，存于））
- （英文）美國聯合颱風警報中心：09W最佳路徑數據 （页面存档备份，存于）、熱帶風暴燦都最佳路徑圖
- （繁體中文）中華民國交通部中央氣象局：颱風資料庫——、最佳路徑圖[永久]、2016年氣象年報及觀測年報（有待公佈）
- （繁體中文）香港天文台：2016年8月熱帶氣旋概述 （页面存档备份，存于）、《2016熱帶氣旋年刊》（網頁版有待公佈）
- （泰文）泰國地球物理暨氣象部門：2016年熱帶氣旋路徑 （页面存档备份，存于）